# Ignaz Kuranda
Ignaz Kuranda (1. května 1811 Praha – 3. dubna 1884 Vídeň)) byl rakouský spisovatel, novinář a politik židovského původu a německé národnosti z Čech, v 2. polovině 19. století poslanec Říšské rady.

## Biografie
Narodil se v Praze v židovské rodině. Vzdělání získal samostudiem. Od roku 1834 žíl ve Vídni, kde se zapojil do veřejného, literárního a později i politického života. Napsal na motivy Schillerova díla Warbeck divadelní hru, která měla úspěch po celé střední Evropě a která obsahovala motivy svobody a míru. V roce 1835 mu na pokračování začala v deníku Bohemia vycházet literární prvotina Der zwölfte Februar. Od roku 1837 působil v redakci listu Telegraph, kam psal divadelní recenze. V denním tisku publikoval četné kratší stati a fejetony, zaměřené často na pozorování života ve Vídni. V roce 1838 podnikl delší cestu po Německu, Francii a Belgii. V Bruselu měl několik přednášek na téma německé literatury. Roku 1841 založil list Die Grenzboten, který pak vycházel v letech 1842–1848 pod jeho redakcí v Lipsku. Sbíral holandské umění 17. století.
Během revolučního roku 1848 se zapojil do politického dění. Již v březnu 1848 podepsal společné prohlášení českých a německých spisovatelů v Praze z 21. března 1848, ve kterém se osobnosti uměleckého a veřejného života přihlásily k národnostní toleranci a společnému postupu. V dubnu 1848 se trvale vrátil do Rakouska a ihned byl za město Teplice zvolen do celoněmeckého Frankfurtského parlamentu. Už v září 1848 se ale z Frankfurtu vrátil do Rakouska a ve Vídni založil politický deník Ostdeutsche Post, který zde vycházel pod jeho vedením až do července 1866.
Po obnovení ústavní vlády se opět zapojil do politiky. Zasedal ve Vídeňské obecní radě. Od března 1861 byl poslancem Dolnorakouského zemského sněmu. Zemský sněm ho roku 1861 delegoval i do Říšské rady (tehdy ještě volené nepřímo) za Dolní Rakousy (kurie městská, obvod Vídeň). V červnu 1861 se na Říšské radě utkal řečnicky s předákem českých poslanců Františkem Ladislavem Riegerem. K roku 1861 se uvádí jako redaktor a vlastník listu Ostdeutschen Post, bytem ve Vídni. Opětovně byl zemským sněmem do Říšské rady za týž obvod delegován i roku 1867, 1870 a 1871. Uspěl i v prvních přímých volbách do Říšské rady roku 1873, za kurii městskou, obvod Vídeň, I. okres. Za týž obvod obhájil poslanecké křeslo i ve volbách do Říšské rady roku 1879 a poslancem byl až do své smrti roku 1884. V Říšské radě patřil po roce 1861 k takzvané velkorakouské frakci.
Profiloval se jako německý liberál (takzvaná Ústavní strana, liberálně a centralisticky orientovaná, odmítající federalistické aspirace neněmeckých etnik). V letech 1864–1865 kritizoval coby předák rakouskoněmeckých liberálů vládní politiku vůči Prusku. Obával se ohrožení velmocenského postavení monarchie. Na Říšské radě se v říjnu 1879 uvádí jako člen staroněmeckého Klubu liberálů (Club der Liberalen).
Roku 1872 se stal předsedou židovské náboženské obce ve Vídni.
Jeho synem byl bankovní odborník Felix Kuranda (1852–1917), další syn Kamill Kuranda (1851–1919) byl rovněž aktivní v politice.